# Adamo ed Eva (Tiziano)
Adamo ed Eva nel Paradiso terrestre è un dipinto del pittore veneto Tiziano Vecellio realizzato circa nel 1550 e conservato nel Museo del Prado a Madrid  in Spagna.

## Storia
Tiziano è influenzato dell'affresco dello stesso soggetto di Raffaello nella Stanza della Segnatura nei Musei Vaticani che aveva anche un Adamo seduto e in piedi Eva, così come l'incisione di Adamo ed Eva di Albrecht Dürer per piccoli dettagli. Di proprietà di Antonio Pérez, segretario di Filippo II di Spagna, e forse commissionato per la prima volta da suo padre, nel 1585 entrò nella collezione reale spagnola, dove fu copiato da Rubens tra il 1628 e il 1629 per la sua versione del soggetto.

## Descrizione e stile
La scena è dell'Antico Testamento del libro della Genesi sul peccato originale compiuto da Adamo ed Eva con la conseguenza della caduta dell'uomo.
L'iconografia religiosa mostra Adamo sul lato sinistro dell'albero ed Eva sulla destra. Nell'albero è postato il serpente, in forma di bambino, che offre il frutto proibito.
Adamo, con l'atteggiamento di paura e tensione, posa la mano sul petto di Eva per fermarla ma poi cederà e mangerà il frutto proibito che Dio aveva dato ordine di non mangiarne. Ai piedi di Eva è presente una volpe.